# 지구 (2007년 영화)
지구(Earth)는 영국에서 제작된 마크 린필드 감독의 2007년 다큐멘터리, 가족, 모험 영화이다. 패트릭 스튜어트 등이 주연으로 출연하였다.

## 출연

### 주연
- 패트릭 스튜어트

## 제작진
- 한국어 더빙 내레이션 연출: 이명세
- Ass-PD: 알래스테어 포더길